# Tektonische Mélange

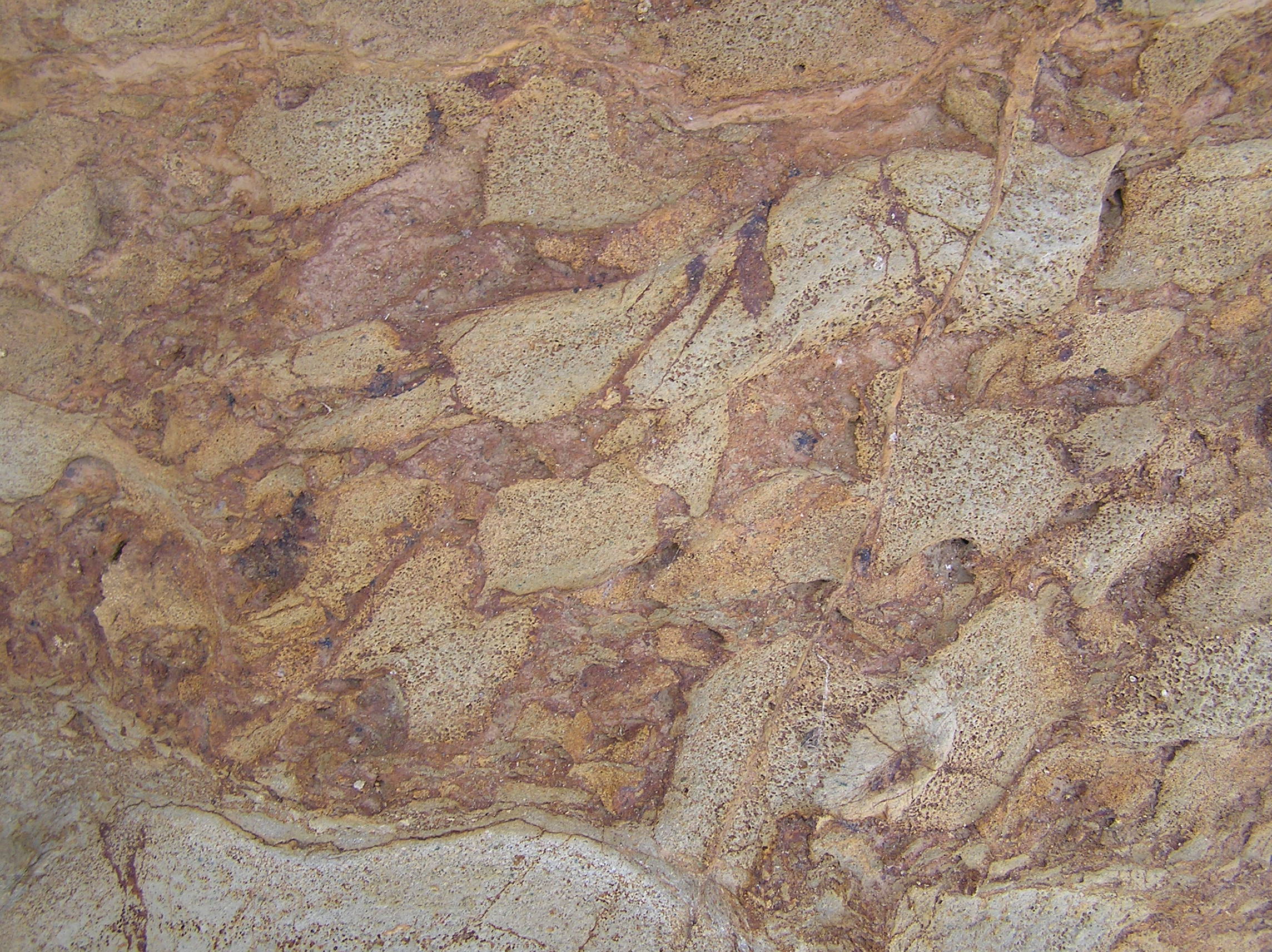
Tektonische Mélange, Narooma, Australien

Eine Tektonische Mélange (franz. mêler: mischen) ist eine kartierbare geologische Gesteinseinheit, die keine durchgängige Schichtung aufweist und aus Gesteinskörpern sehr verschiedener Größe besteht, die in einer feinkörnigen, meist stark deformierten Grundmasse liegen. Die in oft chaotischem Durcheinander liegenden kleinen, großen und bis kilometergroßen Gesteinsblöcke sind verschiedener, sowohl autochthoner als auch allochthoner Herkunft. Charakteristisch für tektonische Mélanges sind metamorphe Reste von ozeanischer Kruste mit Ophiolithen, Sedimente der Tiefsee und Gesteine des Kontinentalabhangs und des Schelfs.
Mélanges kommen in Verbindung mit Überschiebungs-Terranes in orogenen Zonen vor. Sie bilden sich im Akkretionskeil über einer Subduktionszone. Die auf kontinentale Kruste obduzierten ultramafischen Ophiolithfolgen sind typischerweise von einer Mélange unterlagert.
Vor dem Aufkommen der Plattentektonik in den frühen 1970ern war es schwierig, eine Mélange mit den bis dahin bekannten geologischen Mechanismen zu erklären. Ein besonders verwirrendes Paradoxon war das Vorkommen von Blauschiefern – einem Gestein, das nur durch Metamorphose bei hohem Druck entsteht – in direktem Kontakt zu Grauwacken, die als Sedimentgesteine ganz anderen Bildungsbedingungen zuzuordnen sind.
Ähnlich einer tektonischen Mélange sind Olisthostrome, die oft mit Turbiditen vergesellschaftet sind und durch untermeerische Rutschungen entstehen. Sie weisen ebenfalls ein wirres Durcheinander von Gesteinsblöcken verschiedener Größe und Herkunft in einer feinkörnigen Grundmasse ohne Schichtflächen auf, sind jedoch sedimentärer Herkunft.
Beispiel für Vorkommen tektonischer Mélanges sind der Franciscan-Komplex in den Küstengebirgen von Kalifornien und der Bay-of-Islands-Ophiolithkomplex in Newfoundland and Labrador. Die Gwna-Mélange in England verläuft von Anglesey und der Lleyn-Halbinsel bis nach Bardsey Island in Nordwales. Dort prägte der britische Geologe Edward Greenly 1919 den Begriff „Mélange“. Neuere Forschungen weisen allerdings darauf hin, dass gerade dieses Vorkommen ein Olisthostrom ist.
Andere Vorkommen tektonischer Mélanges finden sich überall dort, wo Subduktionsprozesse stattgefunden haben: im italienischen Apennin, in Norwegen, Japan oder Australien.